# Dzielec (Krowiarki)
Dzielec (niem. Galgenberg lub Überschaar, a w latach 80. XIX w. również Bismarckkoppe) – osamotniony masyw z wierzchołkiem na wysokości 534 m n.p.m. w Krowiarkach (Sudety Wschodnie), wznosząca się ponad Lądkiem-Zdrojem. Wierzchołek Dzielca zwany jest Szubieniczną Górą, choć obecnie brak dowodów na to, że było to miejsce egzekucji.

## Geografia
Góra stanowi wyraźnie wydzielony masyw na skraju Krowiarek, wysuwający się w kierunku północno-zachodnim w stronę Lądka-Zdroju. Na południu, poprzez Siedlicę, Kuźnicze Góry i Dworską Górę łączy się z Chłopkiem i pozostałą częścią Krowiarek. Masyw ten wyraźnie oddziela miejską i uzdrowiskową część Lądka (stąd nazwa Dzielec).

## Budowa geologiczna
Masyw Dzielca budowany jest ze skał gnejsowych należących do metamorfiku Lądka i Śnieżnika, z których część wychodzi na powierzchnię tworząc skałki: Stary Zamek, Wysoki Okap i Skały Kamionki.

## Roślinność
Masyw w dużej części porośnięty jest lasem świerkowym z domieszką modrzewia i buka.

## Infrastruktura
Zbocza Dzielca są dobrze przygotowane turystycznie. Prowadzą przez niego liczne ścieżki spacerowe. Na szczycie ustawiony jest maszt stacji przekaźnikowej o wysokości 56 m uruchomionej w 1968 r.